# Panorama Heights (Alberta)
Panorama Heights est une communauté située dans la province d'Alberta, dans le centre.